# Mahnmal Obernheide
Das 1988 errichtete Mahnmal Obernheide in Stuhr   erinnert an das ehemalige Außenkommando des Konzentrationslagers Neuengamme.
Das Mahnmal steht nicht unter Denkmalschutz.

## Geschichte
Das Gemeinschaftslager in Obernheide bestand seit 1941 und wurde mit der Unterbringung von Kriegsgefangenen und Zwangsarbeitern eingezäunt.

Vom September 1944 bis zum April 1945 war hier das Außenkommando Obernheide des 1938 errichteten Konzentrationslagers Neuengamme. Es hatte mindestens 86 Außenlager. Von den bis 1945 dort inhaftierten ca. 100.000 Häftlingen aus Deutschland und den besetzten Ländern starben mindestens 50.000.
Menschen jüdischer Herkunft wurde von diesem Außenlager nach Auschwitz deportiert und nach Bremen transportiert. So erlitten hier 500 ungarische und 300 polnische Jüdinnen als Zwangsarbeiterinnen Demütigungen, Hunger und Tod. Sie leisteten in Bremen Trümmerräumungsarbeiten und Arbeiten in einem Betonsteinwerk. Mindestens zehn der noch sehr jungen Frauen starben.
Im April 1945 räumte die SS das Lager und verschleppte die Häftlinge in das Konzentrationslager Bergen-Belsen. Dort verloren viele Frauen ihr Leben.
Das Lager wurde nach dem Ende des Zweiten Weltkrieges zerstört und geriet in Vergessenheit. Erst in den 1980er Jahren fand das Lager wieder Aufmerksamkeit. Im April 1985 besuchten vierzehn ehemalige weibliche Häftlinge den Platz. Das Huchtinger Schulzentrum Hermannsburg besuchte im Mai 1985 den Ort, stellte dort eine hölzerne Mahntafel auf und erweckte damit ein öffentliches Interesse. Diskussionen in der Öffentlichkeit und im Gemeinderat Stuhr führten 1986 dazu, ein Mahnmal zu errichten und für 1987 Finanzmittel bereitzustellen. Nach einem Wettbewerb zur Gestaltung wurde im Oktober der Bau beschlossen und bis August 1988 realisiert.
Das Mahnmal steht auf dem Gelände des früheren Außenkommandos. Die Gedenkstätte wurde von der Gemeinde Stuhr als Erinnerung und Mahnung nach Plänen der Bildhauerin Wittmute Malik (Braunschweig) errichtet.
Die einfache 31 × 34 m große in die Natur eingefügte Anlage besteht aus der begehbaren Steinskulptur mit 60 basaltgrauen behauenen und durchbohrten Steinen in acht Reihen sowie fünf  Säuleneichen und der Gedenktafel. Die Steine stehen für die Menschen, die in ihrer Würde verletzt oder ermordet wurden und die fünf Bäume in L-Form wie eine mahnende Hand.
Die Gemeinde möchte mit dem Mahnmal dem Leid der Lagerinsassinnen gedenken und zugleich auf die Verpflichtung für ein friedliches Zusammenleben hinweisen. Sie befand: „Die geschlossene und in sich ruhende Form der Gesamtanlage weist zugleich auf die unerbittliche Kraft der Gewaltlosigkeit hin und soll eine Hoffnung ausdrücken auf Frieden und Verständigung zwischen den Menschen und den Völkern.“
Jährlich am Buß- und Bettag findet ein Gedenkgang zum Mahnmal statt.